# Портрет мадам де Помпадур
«Портрет мадам де Помпадур» (фр. Portrait de Madame de Pompadour) — картина французского живописца Франсуа Буше, написанная в 1759 году. Последний из написанных художником в 1750—1759 годах портретов маркизы де Помпадур, фаворитки короля Франции Людовика XV. Находится в Собрании Уоллеса в Лондоне (Великобритания).

## История
Помпадур была известна высоким положением и значением во французской политике, которые она получила, будучи фавориткой Людовика XV. Благодаря своему большому политическому уму она добилась очень влиятельного положения при французском дворе, что было необычно для любовницы короля. Маркиза де Ментенон достигла ранее подобного положения при Людовике XIV и была образцом для Помпадур. Помпадур стала королевской любовницей в 1745 году и оставалась важным политическим советником, эквивалентным министру, после того, как её сексуальные отношения с королем прекратились.

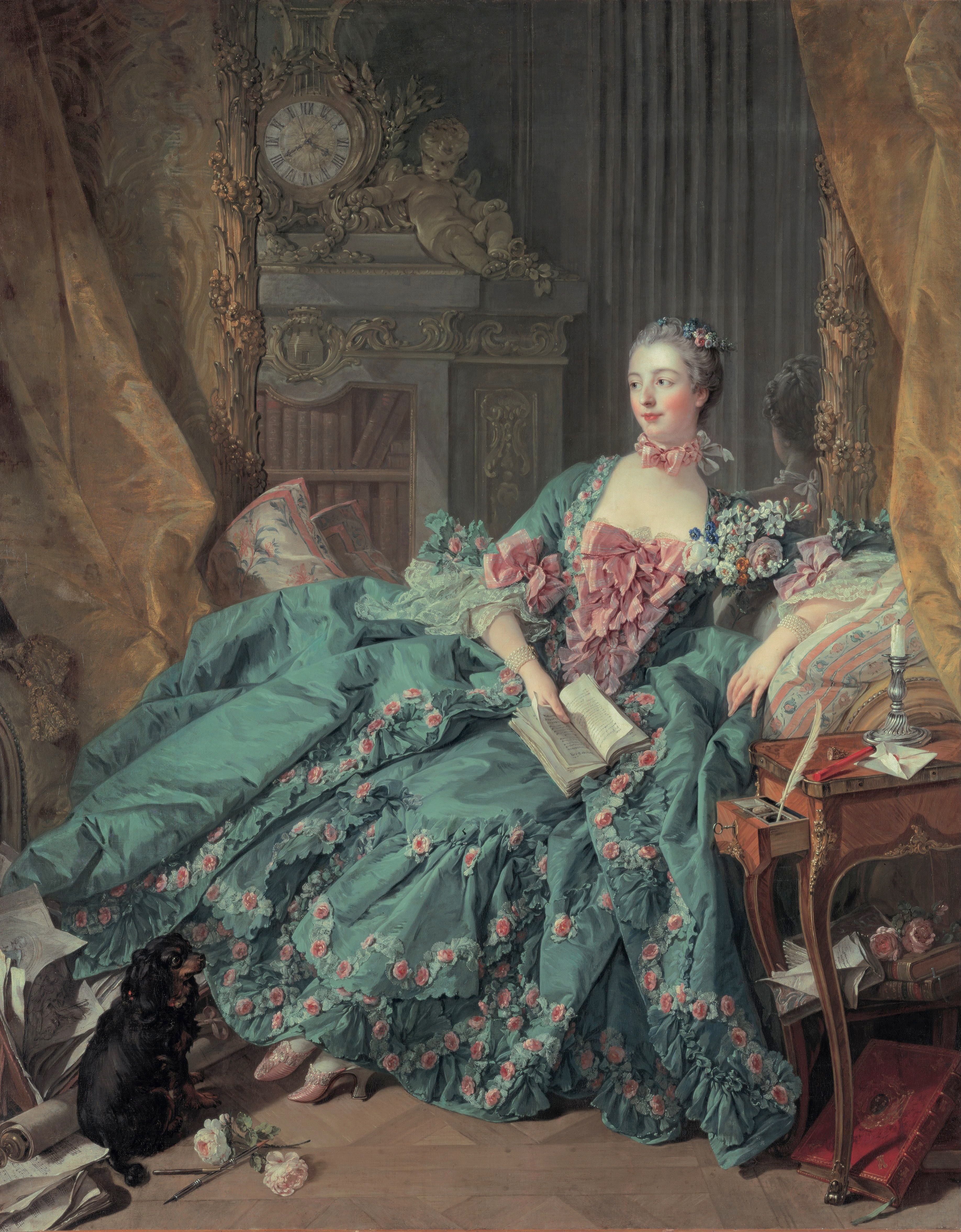
«Мадам де Помпадур», Буше, 1756, Старая пинакотека, Мюнхен

Она заказала серию своих портретов у ведущих французских художников — Жана-Марка Натье, Буше, Мориса Кантена де Латура и Ван Лоо — для популяризации и укрепления своего положения в общественной сфере. Буше написал серию портретов Помпадур в период между 1750 и 1759 годами, которая сыграла центральную роль в этой стратегии маркизы. Самый известный портрет Помпадур в натуральную величину кисти Буше, написанный в 1756 году, находится в Мюнхене. Данный портрет является частью серии небольших портретов.

## Сюжет и описание
Примерно в 1750 году мадам де Помпадур заказала серию произведений искусства, центральной темой которых была дружба и верность. Их часто интерпретировали как реакцию на конец её сексуальных отношений с Людовиком XV. Возможно, это так и есть, но их самым важным посланием является возросшее политическое значение маркизы, которая стала главным политическим советником короля, и эта позиция была основана на глубокой дружбе между ними. Это последний из написанных Буше портретов его покровительницы.
Маркиза изображена в соответствии с утончённым вкусом того времени как воплощение абсолютных канонов красоты и изящества. На Помпадур богатое и лёгкое латье из шёлковой тафты, с обилием кружев, похожее на сверкающее облако, плотно облегающее блузку. Это настоящая первая дама великого французского двора, которая своим возвышенным вкусом повлияла на искусство того времени, способствуя развитию стиля рококо и сделав Францию истинным маяком Европы своего времени. Рядом с маркизой на скамье изображён её домашний спаниель Ине. На женских портретах присутствие собаки часто было символом супружеской верности. Портрет подчёркивает идеалы дружбы благодаря включению на заднем плане картины скульптуры «Амур, утешающий Дружбу», основанной на скульптуре 1755 года, заказанной Помпадур у Жана-Батиста Пигаля для дворца Бельвю.

## Провенанс
Портрет был выставлен в Версальском дворце, а затем передан брату мадам де Помпадур маркизу де Мариньи (1727—1781). В 1782 году портрет приобрёл Луи-Жозеф д’Альбер д’Айи, 6-й герцог де Шон. Картина принадлежала Ричарду Сеймур-Конвею, 4-му маркизу Хартфорда. В настоящее время хранится в коллекции Уоллеса в Лондоне.